# Concremiers
 Concremiers  es una población y comuna francesa, en la región de  Centro, departamento de Indre, en el distrito de Le Blanc y cantón de Le Blanc.

## Demografía
| 679 | 646 | 601 | 608 | 629 | 610 |
| Para los censos de 1962 a 1999 la población legal corresponde a la población sin duplicidades (Fuente: INSEE [Consultar]) |     |     |     |     |     |